# William Claflin

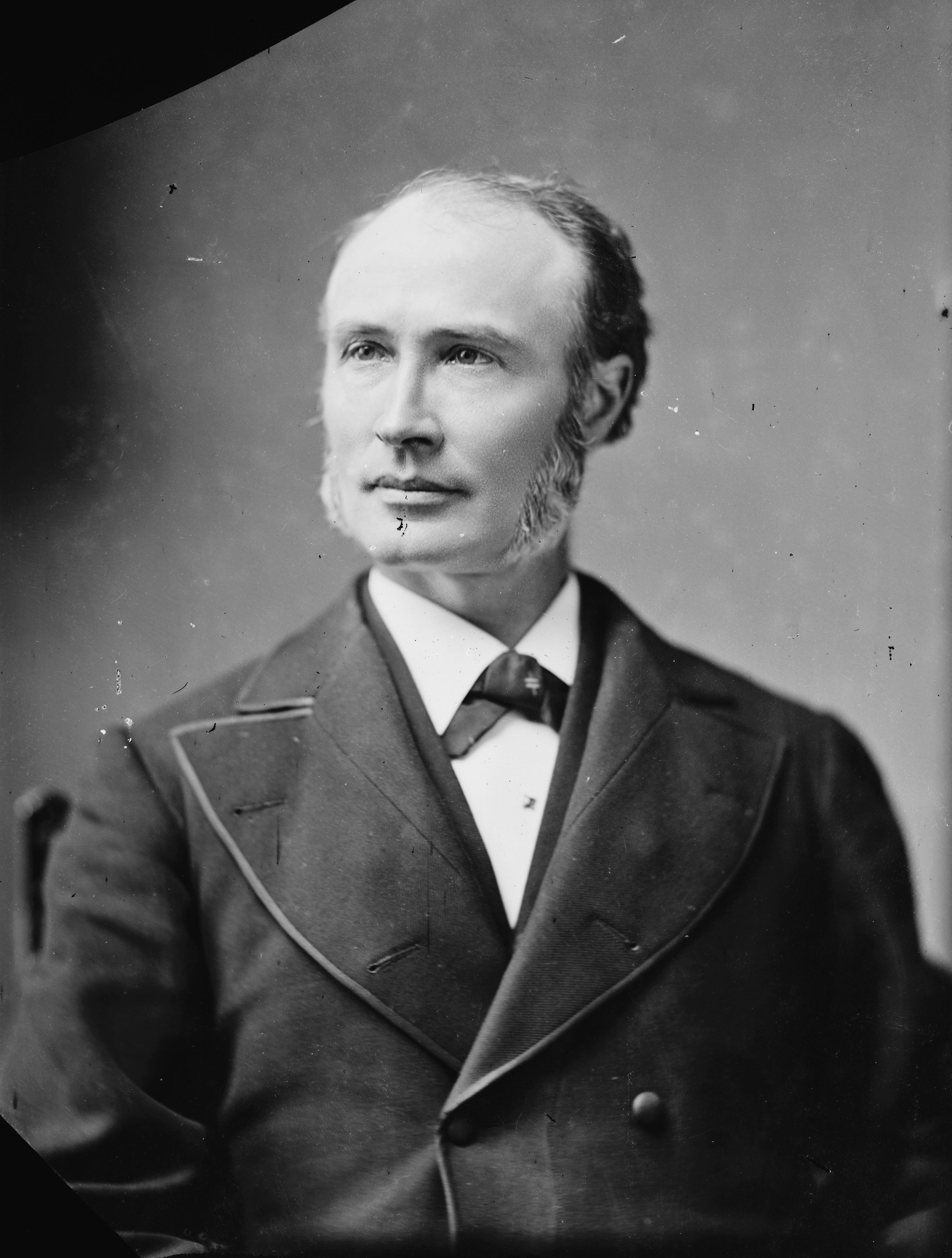
William Claflin

William Claflin (* 6. März 1818 in Milford, Worcester County, Massachusetts; † 5. Januar 1905 in Newton, Massachusetts) war ein US-amerikanischer Politiker (Republikanische Partei). Von 1868 bis 1872 war er Parteivorsitzender, von 1869 bis 1872 Gouverneur des Bundesstaates Massachusetts und von 1877 bis 1881 Mitglied des US-Repräsentantenhauses.

## Frühe Jahre und politischer Aufstieg
William Claflin besuchte die Milford Academy und die Brown University in Providence (Rhode Island). Danach arbeitete er im Schuh- und Lederwarengeschäft seiner Familie. In dieser Branche gründete er in St. Louis eine eigene Firma. Nach seiner Rückkehr nach Massachusetts wurde er auch in Boston in dieser Branche tätig.
In Massachusetts war er maßgeblich an der Gründung der Free Soil Party beteiligt. Zwischen 1849 und 1852 war er Abgeordneter im Repräsentantenhaus von Massachusetts und von 1860 bis 1861 gehörte er dem Staatssenat an. Inzwischen war er der Republikanischen Partei beigetreten. Von 1864 bis 1875 war er Mitglied im Republican National Committee und zwischen 1868 und 1872 sogar dessen Vorsitzender. In den Jahren 1866 bis 1868 war William Claflin als Vizegouverneur Stellvertreter von Gouverneur Alexander H. Bullock.

## Gouverneur von Massachusetts
Am 3. November 1868 wurde Claflin zum neuen Gouverneur seines Staates gewählt. Nach zwei Wiederwahlen konnte er dieses Amt zwischen dem 7. Januar 1869 und dem 3. Januar 1872 ausüben. In dieser Zeit wurde erstmals in Massachusetts ein Gesundheitsausschuss gebildet. Der Gouverneur setzte sich auch für das Frauenwahlrecht und andere Belange der Frauen ein. Damals wurden auch neue soziale Programme, auch im Bereich des Strafvollzugs, entwickelt. Im Jahr 1871 lehnte Claflin eine erneute Kandidatur ab.

## Weiterer Lebenslauf
Nach dem Ende seiner Gouverneurszeit widmete sich Claflin wieder seinen privaten Geschäften. Er unterstützte den Aufbau einer methodistischen Universität für Afroamerikaner in South Carolina, die den Namen Claflin University erhielt. Zwischen dem 4. März 1877 und dem 3. März 1881 war er Abgeordneter im Kongress in Washington, D.C. William Claflin starb im Januar 1905. Er war zweimal verheiratet und hatte ein Kind.